# Димитриадис, Георгиос
Георгиос Димитриадис (греч. Γεώργιος Δημητριάδης, именуемый также «Афинянин»; 1880, Коринф — 1941, Афины) — известный греческий скульптор начала XX века.

## Биография
Димитриадис родился в Коринфе в 1880 году.
Учился в школе изящных искусств Афин, у Георгия Врутоса, завершив учёбу в 1900 году.
Георгиос Димитриадис считается одним из самых продуктивных греческих скульпторов. Множество его работ рассеяно по всей Греции. Среди его статуй и бюстов самыми значительными являются:
- Мраморная статуя Теодора Делиянниса, высотой в 2 метра, перед Национальным историческим музеем (Старый парламент). Открытие состоялось 22 марта 1931 года, в присутствии ПМ Греции Элефтериоса Венизелоса.
- Статуя Георгиоса Теотокиса (Керкира), на Площади героев Кипрской борьбы.

- Бюст поэта Ахиллеса Парасхоса (Афины, сад Заппион). Установлен 27 января 1929 года, по инициативе Филологического общества «Парнасс».
- Бюст поэта Георгиса Суриса (Афины, сад Заппион). Установлен в 1934 году, расходы взяло на себя Филологическое общество «Парнасс».
- Бюст И.Кирьяку (Афины, парк Заппион).
- Бюст королевы Ольги (Афины, парк больницы «Эвангелизмос»). Открытие памятника состоялось 22 октября 1938 года, в присутствии короля Георга II, и членов правительства, поскольку инициатива создания больницы «Эвангелизмос» принадлежала королеве Ольге[1]
- Бюст адмирала Павла Кунтуриотиса (остров Идра).
- Бюст поэта А. Валаоритиса (остров Лефкас).

Георгиос Димитриадис был автором большого числа мемориалов, включая мемориалы в городах Серре, Килкис, Эгион, Пиргос, Саламин, Элевсина, Амалиада, Мегара, Ксилокастро и других.
Его работы включают в себя множество скульптурных композиций, среди которых выделяются «Женская красота», «Холодная старость», «Смерть», «Благоразумие и Мужество», «Промахос Афина» и другие. Его мраморный «Сатир», высотой 1.20 метра установлен в саду Заппион.
Димитриадис принял участие в ряде выставок в Греции и за рубежом включая 19-ю Biennale di Venezia, в 1934 году.
Работа Димитриадиса, в общих чертах, носит академический и монументальный характер, но сочетается с влиянием движений символизма и модерн.
Умер скульптор в Афинах, в начале немецкой оккупации, в 1941 году.